# Norvegia ai Giochi della XXVIII Olimpiade
La Norvegia partecipò ai Giochi della XXVIII Olimpiade, svoltisi ad Atene, Grecia, dal 13 al 29 agosto 2004, con una delegazione di 52 atleti impegnati in dodici discipline.